# Mount Auburn (Indiana)
Mount Auburn es un pueblo ubicado en el condado de Wayne en el estado estadounidense de Indiana. En el Censo de 2010 tenía una población de 117 habitantes y una densidad poblacional de 195,56 personas por km².

## Geografía
Mount Auburn se encuentra ubicado en las coordenadas 39°48′41″N 85°11′18″O / 39.81139, -85.18833. Según la Oficina del Censo de los Estados Unidos, Mount Auburn tiene una superficie total de 0.6 km², de la cual 0.56 km² corresponden a tierra firme y (6.93%) 0.04 km² es agua.

## Demografía
Según el censo de 2010, había 117 personas residiendo en Mount Auburn. La densidad de población era de 195,56 hab./km². De los 117 habitantes, Mount Auburn estaba compuesto por el 98.29% blancos, el 0% eran afroamericanos, el 0% eran amerindios, el 0.85% eran asiáticos, el 0% eran isleños del Pacífico, el 0% eran de otras razas y el 0.85% pertenecían a dos o más razas. Del total de la población el 0% eran hispanos o latinos de cualquier raza.